# Swoop (航空会社)
Swoop（スウープ）は、 カナダアルバータ州カルガリーに拠点を置いていた、ウエストジェット航空が運営する超低コストキャリア (ULCC) である。社名は、新たなビジネスモデルを用いてカナダ市場に「急降下」する（または飛び込む）という意味を持つ。   カルガリーだけでなく、エドモントン、アボッツフォード、ウィニペグなどの近郊の都市にも拠点を置いていた。2018年2月より、ハミルトン・ジョン・C・マンロ国際空港をハブ空港としている。
2023年10月にウエストジェット航空に吸収合併され、消滅した。

## 歴史

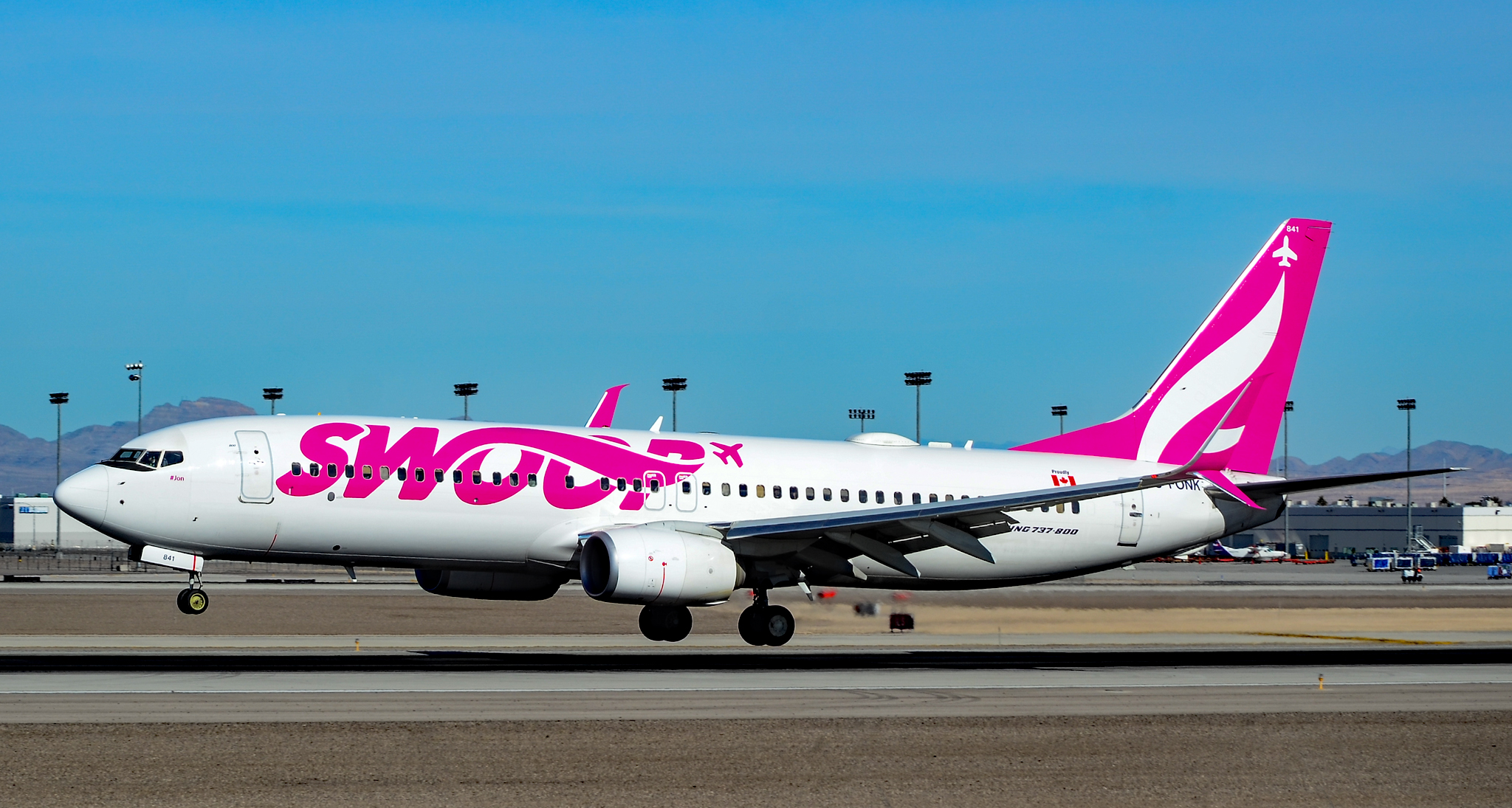
ボーイング737-800

2017年4月、ウエストジェット航空は、超低コストキャリア (ULCC) 市場に参入し、NewLeaf（現在のフレア航空）に競争するため、新しい航空会社を立ち上げる計画を発表した。 ウエストジェットは、2017年末にチケットの販売開始を目標としていたが 、2017年の8月に予約システムの変更を行った影響で販売は2018年6月に延期された。 
Swoopは2017年9月27日に正式発表され、ウエストジェットの運賃よりも、基本運賃が40%低くなるとされた。また、6機のボーイング737-800型機で運行を行うことを発表。その後、チケットは2018年2月1日に発売となった。
2018年7月20日、Swoopは2機のボーイング737-800型機を投入した。最初のフライトはハミルトン・ジョン・C・マンロ国際空港からアボッツフォード国際空港で、その飛行費用は平均$103であった。ウィニペグ・ジェームス・アームストロング・リチャードソン国際空港、エドモントン国際空港、ハリファックス・ロバート・L・スタンフィールド国際空港も就航地となり、所有している2機の航空機は2018年末までに6機に。2019年には10機に拡張される予定だった。
2018年8月2日、Swoopは、同年10月中に、米国へを就航先とするカナダで最初の超低コスト航空会社となり、ラスベガス、フェニックス (アリゾナ州)、タンパ 、オーランドおよびフォートローダーデールへのフライトを開始することを発表。また、10月のサービス開始に先駆け、2018年12月と2019年1月に予定している4つのメキシコとカリブ海へのフライトを発表。2018年10月20日にSwoopはアメリカへのフライトの承認が下りなかったため、2018年10月27日までアメリカへの就航を遅らせることを決定した。  2019年4月から5月にかけて、ロンドン (オンタリオ州) 、ケロウナ 、オークランド (カリフォルニア州)へのサービスを開始。 2019年6月24日には、ロス・カボスへのフライトを発表し、2019年11月に運航を開始した。 2019年12月19日、夏季の就航地としてビクトリア、カムループス、およびサンディエゴを含むことを発表した。 2020年1月9日には東海岸の路線を拡大し、セントジョンズ、シャーロットタウン、モンクトンへのフライトを開始。 2020年10月、東部でのハブ空港をトロント・ピアソン国際空港に切り替えた。
2022年2月、Swoopはボーイング737 MAX航空機を6機追加すると発表し、 その後2022年6月中に同機の運航を開始する予定であると発表した。
2023 年6月9日、Swoopはウエストジェットへの統合に伴い、10月28日の運航停止と共に解散することが発表された。

## 航空機材

### 現在の機材
Swoopでは、Boeing 737-800を運航している。Swoopは2018年に6機の航空機で運航し、2019年春までに10機に拡大する予定である。 
Swoopの機材には、各座席にトレイテーブル、座席ポケット、調節可能なヘッドレスト、および可動式の肘掛けが搭載されている（1列目を除く）。 

### 塗装
Swoopの機材には、白地の機体の側面に、ピンク色の大きなSwoopロゴが描かれている。各機材の両側にあるコックピットの窓の下に、ピンク色の文字で名前が付けられている。 各機材の名前は以下の通り。 
| 名前         | 登録   |
| ------------ | ------ |
| ＃Hamilton   | C-GDMP |
| ＃Abbotsford | C-FPLS |
| ＃Bob        | C-GXRW |
| ＃Jon        | C-FONK |
| ＃Abbotsford | C-FLBV |
| ＃OhCanada   | C-FYBK |

### 機内エンターテイメント、WiFi、および座席内電源
Swoopはアプリを通じ、機内エンターテイメントとインターネットを提供している。  Swoopアプリは、携帯電話、タブレット、ラップトップなど、あらゆるWebベースのモバイルデバイスからアクセスできる。アプリの機内エンターテイメント部分は "Swoop Stream"と呼ばれ、Swoop Streamを通じ、乗客フライト中にストリーミングされている最新の映画やテレビ番組を見ることができる。  サービスは現在無料だが、Swoopはこれを有料サービスにする予定である。 
2019年3月1日から、Swoopは無料の機内エンターテイメントサービスの取りやめを始めた。だが、インターネットの提供はすべてのフライトで続ける見通しである。 
現在、インターネットにはSwoop Stream経由でアクセスでき、時間に応じて有料で利用できる。 
Swoopの機材では、それぞれの航空機の各座席にAC電源とUSBポートを装備している。 

## 運航路線
Swoopは直行便の路線に焦点を当てている。目的地に関しては、Swoopの最大の拠点はジョンC.マンローハミルトン国際空港で 、ここからほぼすべての目的地に運航している。   Swoopの西部の拠点はエドモントン国際空港である。   サングスター国際空港などのいくつかの目的地は、季節ごとに運行している。  
現在の目的地は次のとおり。 
| 州                         | 都市                   | 空港                                                             |
| -------------------------- | ---------------------- | ---------------------------------------------------------------- |
| オンタリオ                 | ハミルトン             | ハミルトン・ジョン・C・マンロ国際空港                            |
| ノバスコシア               | ハリファックス         | ハリファックス・ロバート・L・スタンフィールド国際空港            |
| アルバータ州               | エドモントン           | エドモントン国際空港                                             |
| ブリティッシュコロンビア州 | アボッツフォード       | アボッツフォード国際空港                                         |
| マニトバ州                 | ウィニペグ             | ウィニペグ・ジェームス・アームストロング・リチャードソン国際空港 |
| ネバダ州                   | ラスベガス             | マッカラン国際空港                                               |
| フロリダ州                 | オーランド             | オーランド国際空港                                               |
| フロリダ州                 | タンパ                 | タンパ国際空港                                                   |
| フロリダ州                 | フォートローダーデール | フォートローダーデール・ハリウッド国際空港                       |
| アリゾナ州                 | フェニックス           | フェニックス - メサゲートウェイ空港                              |
| ジャマイカ                 | モンテゴ・ベイ         | サングスター国際空港                                             |
| ハリスコ州                 | プエルト・バヤルタ     | Licenciado GustavoDíazOrdaz国際空港                              |
| キンタナ・ロー州           | カンクン               | カンクン国際空港                                                 |
| シナロア州                 | マサトラン             | マサトラン国際空港                                               |

2019年、Swoopはアメリカ合衆国とカナダ、メキシコの以下の目的地にサービスを追加する予定。 
| 州                           | 都市         | 空港                 | サービス開始  |
| ---------------------------- | ------------ | -------------------- | ------------- |
| オンタリオ                   | ロンドン     | ロンドン国際空港     | 2019年4月28日 |
| ブリティッシュコロンビア州   | ケロウナ     | ケロウナ国際空港     | 2019年5月24日 |
| カリフォルニア州             | サンディエゴ | サンディエゴ国際空港 | 2019年10月4日 |
| バハ・カリフォルニア・スル州 | ロス・カボス | ロス・カボス国際空港 | 2019年11月2日 |